# スーパーターンスタイルアンテナ

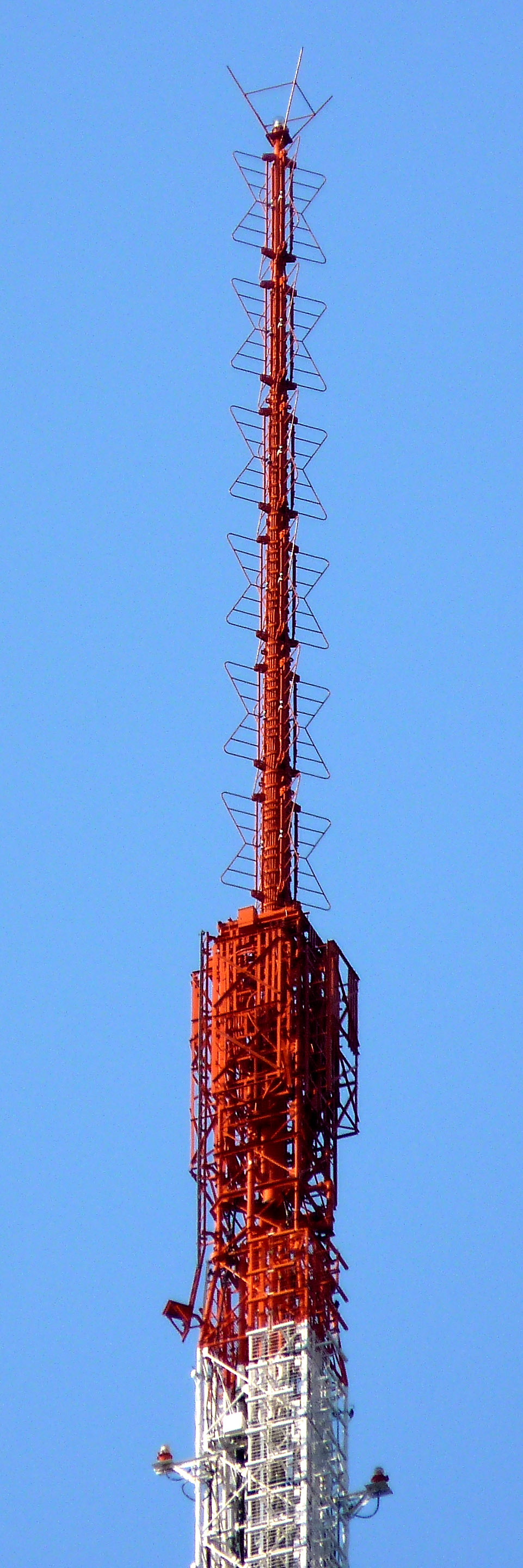
東京タワーで使用されていたSTアンテナ6段。NHK総合とNHK教育の2放送を2重給電で放射。

スーパーターンスタイルアンテナ（英語: super turnstile antenna）は広帯域で無指向性の水平偏波を放射することができるターンスタイルアンテナを、さらに大きな利得を得るために多段に積み重ねたアンテナのこと。バットウイングアンテナやSTアンテナともいう。超短波のテレビジョン放送用アンテナとして広く使用されている。

## 概要
米国のRCA社が考案したもので、コウモリの羽のような形をしている。アンテナは4つの水平ダイポールアンテナで構成されているので、単体の水平指向性は1/2波長ダイポールの指向性と同様である。水平ダイポールアンテナを上から見て東西南北90度毎に配置し、南北、東西のアンテナに90度位相差で給電すると、ほぼ円形に近い指向を持つ電波を放射することができる。

## ギャラリー

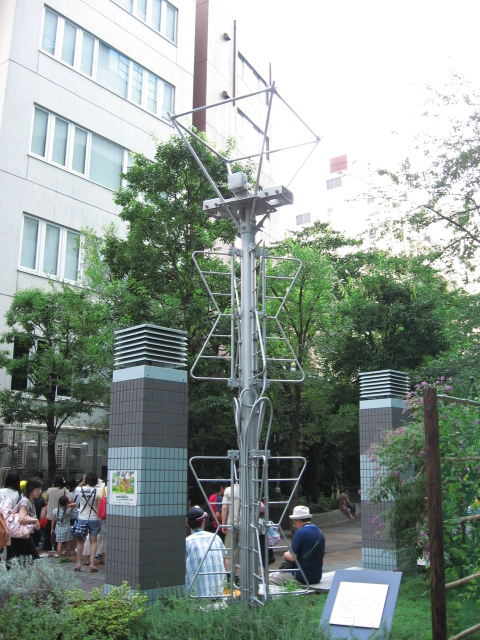
TBSテレビで使用されていたSTアンテナ。